# Mario Astorga Cartes
Mario Astorga Cartes (La Calera, 27 de octubre de 1919-2011) fue un ingeniero agrónomo y político chileno, miembro del Partido Radical (PR). Se desempeñó como ministro de Estado de su país, durante el segundo gobierno del presidente Carlos Ibáñez del Campo.

## Familia y estudios
Nació en la comuna chilena de La Calera el 27 de octubre de 1919, hijo de Custodio Astorga y Leonor Cartes. Su hermano Joaquín, de profesión odontólogo, prestó servicios en la Armada de Chile entre 1942 y 1946. Realizó sus estudios primarios y secundarios en el Liceo Miguel Luis Amunátegui de Santiago. Continuó los superiores en la Escuela de Agronomía de la Universidad de Chile, titulándose en 1944, con la tesis Industrialización nacional del arroz. En 1951, viajó a Canadá invitado por el gobierno canadiense, y luego a Estados Unidos, para cursar estudios de perfeccionamiento. El mismo año fue invitado por el gobierno de Argentina y dos años después por el gobierno de Chile a dicha nación.
Se casó con Brunilda Muñoz Toledo, con quien tuvo dos hijos, Mario y Leonor del Carmen. Posteriormente, contrajo segundas nupcias en Santiago el 27 de octubre de 1992 con Rosa Eglantina Ibáñez Catalán.

## Carrera profesional y política
Inició su actividad profesional en la administración pública al incorporarse al Departamento de Investigaciones Agrícolas de la Dirección Nacional de Agricultura del Ministerio homónimo (Minagri), donde ocupó el puesto de director general entre 1944 y 1946, estando a cargo de los cultivos industriales.
En su viaje Canadá de 1951, estableció un programa cooperativo con la firma Cooperative Vegetable Olls Ltd., de la comuna de Altona (Manitoba), para encontrar plantas de maravilla resistentes al "polvillo", trabajo que se concretó posteriormente con el Dominion Experimental Station de Morden, Canadá. En su viaje a Argentina de 1952, conectó la prolongación del programa cooperativo con Canadá hacia el Ministerio de Agricultura de Argentina, con los mismos propósitos.
En 1953 ejerció como coordinador general de los Servicios de la Dirección Nacional de Agricultura del Ministerio de Agricultura (Minagri). En el desempeño de esas funciones le tocó organizar el Servicio de Coordinación General, así como también, el Consejo de Fomento e Investigaciones Agrícolas (Confin), fungiendo como gerente de este último.
En 1953, además, tuvo que reemplazar en calidad de subrogante, al director nacional de Agricultura Hugo Trivelli. A comienzos de 1954, fue nombrado interinamente en ese puesto y luego como director nacional titular, por el ministro de Agricultura Eugenio Suárez Herreros.
Militante del Partido Radical (PR), bajo el marco de la segunda administración del presidente Carlos Ibáñez del Campo, el 23 de abril de 1957 fue nombrado como titular del Minagri, ocupando el cargo hasta el 19 de marzo de 1958. Paralelamente, entre los días 9 y 18 de julio de 1957, sirvió simultáneamente como ministro de Tierras y Colonización, en calidad de subrogante tras la renuncia de Óscar Jiménez Pinochet.
Debido a estar estrechamente ligado con el sector agrícola, a nivel nacional, fue miembro de los siguientes consejos: Consejo de la Corporación Nacional de Inversiones de las Cajas de Previsión; Sociedad Nacional de Agricultura (SNA); Sociedad Agronómica de Chile; Servicios de Equipos Agrícolas Mecanizados; Consejo del Comité de Asesores de la Facultad de Agronomía y Ganadería de la Universidad de Concepción; y Consejo de la Comisión de Agricultura del Banco del Estado.
Por otra parte, actuó como técnico de las firmas Laboratorio Chile y Compradora de Maravillas S. A. También, fue miembro del Colegio de Ingenieros de Chile y del Instituto Norteamericano de Cultura. Asimismo, se dedicó al mundo empresarial, adquiriendo en 1987 las acciones de la firma farmacéutica Farmoquímica del Pacífico.
Falleció en 2011.

## Obra escrita
- El cultivo de la maravilla (1957).[5]